# Erich Fellgiebel
Erich Fellgiebel (ur. 4 października 1886 w Pöpelwitz, zm. 4 września 1944 w Berlinie) – generał niemiecki, szef wydziału łączności niemieckiego Naczelnego Dowództwa Wojsk Lądowych (niem. Oberkommando des Heeres, OKH) i szef relacji łączności (niem. Chef der Wehrmachtnachrichtenverbindungen) w Naczelnym Dowództwie Wehrmachtu (niem. Oberkommando der Wehrmacht, OKW), uczestnik spisku na życie Hitlera z 20 lipca 1944, za udział w spisku skazany na karę śmierci i stracony.

## Życiorys
Erich Fellgiebel urodził się 4 października 1886 roku  w Pöpelwitz (współczesne Popowice).
W 1905 roku rozpoczął służbę wojskową jako Aspirant (niem. Offiziersanwärter) w batalionie łączności Armii Cesarstwa Niemieckiego . Uczestnik I wojny światowej – po jej zakończeniu służył jako oficer sztabu generalnego (niem. Generalstabsoffizier) w Berlinie . W 1929 roku został szefem komórki szyfrowania (niem. Chiffrierstelle) w Reichswehrministerium i w 1934 roku przyczynił się do wprowadzenia wspólnej wersji Enigmy dla całego Wehrmachtu.
W 1938 roku został powołany na szefa wydziału łączności Naczelnego Dowództwa Wojsk Lądowych (niem. Oberkommando des Heeres, OKH) oraz na szefa łączności (niem. Chef der Wehrmachtnachrichtenverbindungen) w Naczelnym Dowództwie Wehrmachtu (niem. Oberkommando der Wehrmacht, OKW) .
Jeszcze przed wybuchem II wojny światowej, Fellgiebel krytykował reżim nazistowski. Później krytykował także brak kompetencji Hitlera w prowadzeniu wojny. Poprzez dowódców Ludwiga Becka (1880–1944) i Franza Haldera (1884–1972) skontaktował się z kręgami wojskowego Widerstandu . Był zaangażowany w dostosowywanie planu operacyjnego o kryptonimie Walkiria dla potrzeb przejęcia władzy i organizację zamachu na Hitlera . Zamach został przeprowadzony 20 lipca 1944 roku przez Clausa Schenk von Stauffenberga, który podłożył bombę w sali narad. Przebywając w Wilczym Szańcu, Fellgiebel odpowiadał za odcięcie łączności od kwatery Hitlera i zapewnienie łączności spiskowcom . Wybuch bomby ranił większość z obecnych na naradzie, przy czym Hitler odniósł lekkie rany, które nie stanowiły zagrożenia życia. Stauffenberg obserwował eksplozję z odległości i według relacji Fellgiebla miał widzieć, jak z baraku wynoszono ciało okryte płaszczem Hitlera, co przekonało go o pełnym powodzeniu zamachu. Przekonany o sukcesie udał się ze swoim adiutantem Wernerem von Haeftenem do Berlina. Fellgiebel przekazał do Berlina informację o niepowodzeniu zamachu, przez co generał Friedrich Olbricht (1888–1944), który miał rozpocząć przewrót w stolicy, zwlekał z wydaniem rozkazu do puczu .
Po nieudanym zamachu został natychmiast aresztowany, poddany trzytygodniowym torturom nie wydał współspiskowców. 10 sierpnia 1944 roku został skazany przez Volksgerichtshof pod przewodnictwem Rolanda Freislera na karę śmierci . Został stracony w Berlinie-Plötzensee 4 września 1944 roku .

## Upamiętnienie
Na jego cześć nazwano koszary Bundeswehry w bawarskim Pöcking (niem. General-Fellgiebel-Kaserne).